# ナタリア・ビア・ドゥフレスネ
ナタリア・ビア・ドゥフレスネ・ペレーニャ（Natalia Vía Dufresne Pereña, 1973年6月10日 - ）は、スペイン・バルセロナ県バルセロナ出身の女子セーリング競技選手。

## 経歴
当初は小型のヨットであるオプティミストの選手だったが、15歳の時に470級の選手に転向した。地元バルセロナで開催された1992年バルセロナオリンピックでは、ヨーロッパ級で銀メダルを獲得した。2000年にオーストラリアのシドニーで開催された2000年シドニーオリンピックでは、サンドラ・アソンと組んだ470級で6位に入賞した。バルセロナオリンピックから12年後に開催された2004年アテネオリンピックでは、サンドラ・アソンとともに470級で銀メダルを獲得した。